# Хромей Віталій Михайлович
Віталій Михайлович Хромей (нар. 26 квітня 1966, Луганськ, Українська РСР) — радянський, російський та український футболіст, півзахисник, футбольний суддя.

## Життєпис
Вихованець ворошиловградської «Зорі», провів за клуб шість матчів у 1984 році в першій лізі. У 1985-1986 роках виступав за «Динамо» (Краснодон) у першості КФК. Надалі грав у другій лізі СРСР і Росії за клуби «Стахановець» Стаханов (1986), «Нафтовик» Охтирка (1987-1989), «Шахтар» Шахти (1989-1994). У сезоні 1994/95 років провів вісім матчів, відзначився одним голом у чемпіонаті України за «Ниву» (Тернопіль).
Грав за юнацьку збірну СРСР.
У 1998-2005 роках — суддя другої і першої ліги України, згодом — інспектор другої ліги України та чемпіонату України U-19. Потім — суддя в аматорських змаганнях Воронезької області. Тренер у футбольній школі «Спарта» (Воронеж).
Син Ярослав (народився 1993) також вихованець «Зорі». На професійному рівні не виступав, зіграв 1 матч за «Зорю-2». З 2014 року — футбольний суддя змагань ЛФЛ та ПФЛ РФС.